# Горт (Ирландия)

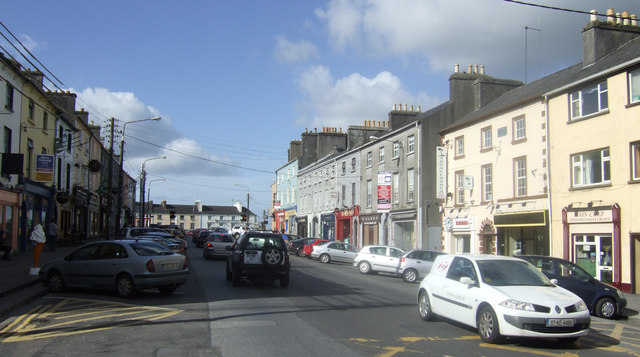

Горт (англ. Gort; ирл. An Gort, Ан-Горт) — (переписной) посёлок в Ирландии, находится в графстве Голуэй (провинция Коннахт) у трассы N18.
Местная железнодорожная станция была открыта 15 сентября 1869 года, закрыта для товароперевозок 3 ноября 1975 года и закрыта для пассажиров 5 апреля 1976 года.

## Демография
Население — 2 734 человека (по переписи 2006 года). В 2002 году население было 1 776.
Данные переписи 2006 года:
| Общие демографические показатели |               |                               |                               |      |      |
| Всё население                    | Всё население | Изменения населения 2002—2006 | Изменения населения 2002—2006 | 2006 | 2006 |
| 2002                             | 2006          | чел.                          | %                             | муж. | жен. |
| 1 776                            | 2 734         | 958                           | 53,9                          | 1495 | 1239 |

В нижеприводимых таблицах сумма всех ответов (столбец «сумма»), как правило, меньше общего населения населённого пункта (столбец «2006»).
| Религия (Тема 2 — 5 : Число людей по религиям, 2006) |             |                |             |            |       |       |
| Католики, чел.                                       | Католики, % | Другая религия | Без религии | не указано | сумма | 2006  |
| 2 264                                                | 82,8        | 317            | 111         | 42         | 2 734 | 2 734 |

| Этно-расовый состав (Этничность. Тема 2 — 3 : Постоянное население по этническому или культурному происхождению, 2006) |            |              |       |        |        |            |       |       |
| Белые ирландцы | Лухт-шулта | Другие белые | Негры | Азиаты | Другие | Не указано | сумма | 2006  |
| 1 555 | 14         | 358          | 63    | 21     | 599    | 81         | 2 691 | 2 734 |
| Доля от всех отвечавших на вопрос, %                                                                                   |            |              |       |        |        |            |       |       |
| 57,8 | 0,5        | 13,3         | 2,3   | 0,8    | 22,3   | 3,0        | 100   | 98,41 |

1 — доля отвечавших на вопрос о языке от всего населения.
| Владение ирландским языком (Тема 3 — 1 : Число людей от 3 лет и старше по способности говорить по-ирландски, 2006) |       |            |       |       |
| Владеете ли Вы ирландским языком?                                                                                  |       |            |       |       |
| Да | Нет   | Не указано | сумма | 2006  |
| 794 | 1 787 | 49         | 2 630 | 2 734 |
| Доля от всех отвечавших на вопрос о языке, %                                                                       |       |            |       |       |
| 30,2 | 67,9  | 1,9        | 100   | 96,21 |

1 — доля отвечавших на вопрос о языке от всего населения.
| Использование ирландского языка (Тема 3 — 2 : Irish speakers aged 3 or over by frequency of speaking Irish, 2006) |                                                            |                                               |                                               |                                               |                                               |                                               |       |                                     |       |
| Как часто и где Вы говорите по-ирландски?                                                                         |                                                            |                                               |                                               |                                               |                                               |                                               |       |                                     |       |
| ежедневно, только в образовательных учреждениях                                                                   | ежедневно, как в образовательных учреждениях, так и вне их | в других местах (вне образовательной системы) | в других местах (вне образовательной системы) | в других местах (вне образовательной системы) | в других местах (вне образовательной системы) | в других местах (вне образовательной системы) | сумма | всего, отвечавших на вопрос о языке | 2006  |
| ежедневно, только в образовательных учреждениях                                                                   | ежедневно, как в образовательных учреждениях, так и вне их | ежедневно                                     | каждую неделю                                 | реже                                          | никогда                                       | не указано                                    | сумма | всего, отвечавших на вопрос о языке | 2006  |
| 197 | 6                                                          | 33                                            | 36                                            | 332                                           | 167                                           | 23                                            | 794   | 2 630                               | 2 734 |
| Доля от всех отвечавших на вопрос о языке, %                                                                      |                                                            |                                               |                                               |                                               |                                               |                                               |       |                                     |       |
| 7,5 | 0,2                                                        | 1,3                                           | 1,4                                           | 12,6                                          | 6,3                                           | 0,9                                           | 30,2  | 100                                 |       |

| Типы частных жилищ (Тема 6 — 1(a) : Число частных домовладений по типу размещения, 2006) |          |         |                 |            |       |       |
| Отдельный дом                                                                            | Квартира | Комната | Переносные дома | не указано | сумма | 2006  |
| 765                                                                                      | 87       | 22      | 1               | 16         | 891   | 2 734 |